# Amilcar
Amilcar — французская автомобилестроительная компания, выпускавшая легковые (преимущественно спортивные) автомобили с 1921 по 1940 год. С сентября 1937 перешла в собственность концерна «Hotchkiss».
Название представляет собой анаграмму фамилий основателей Жозефа Лами и Эмиля Акара.

## История

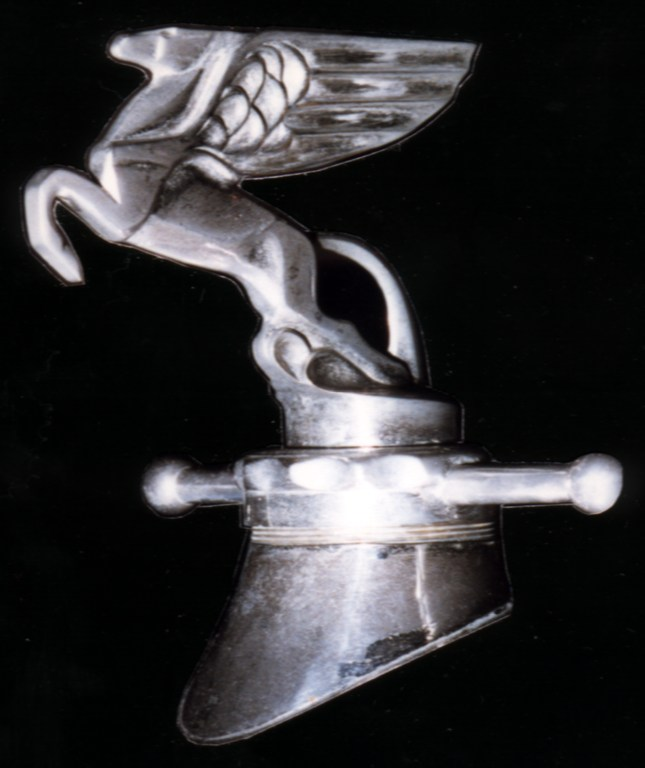
Фигурка на радиаторе автомобиля «Amilcar»

Компания первоначально располагалась в XI округе Парижа, в доме 34 по улице Шмен-Вер. Однако, вскоре имеющейся площади стало недостаточно и в середине 1924 года завод перебрался севернее, в пригород Сен-Дени.

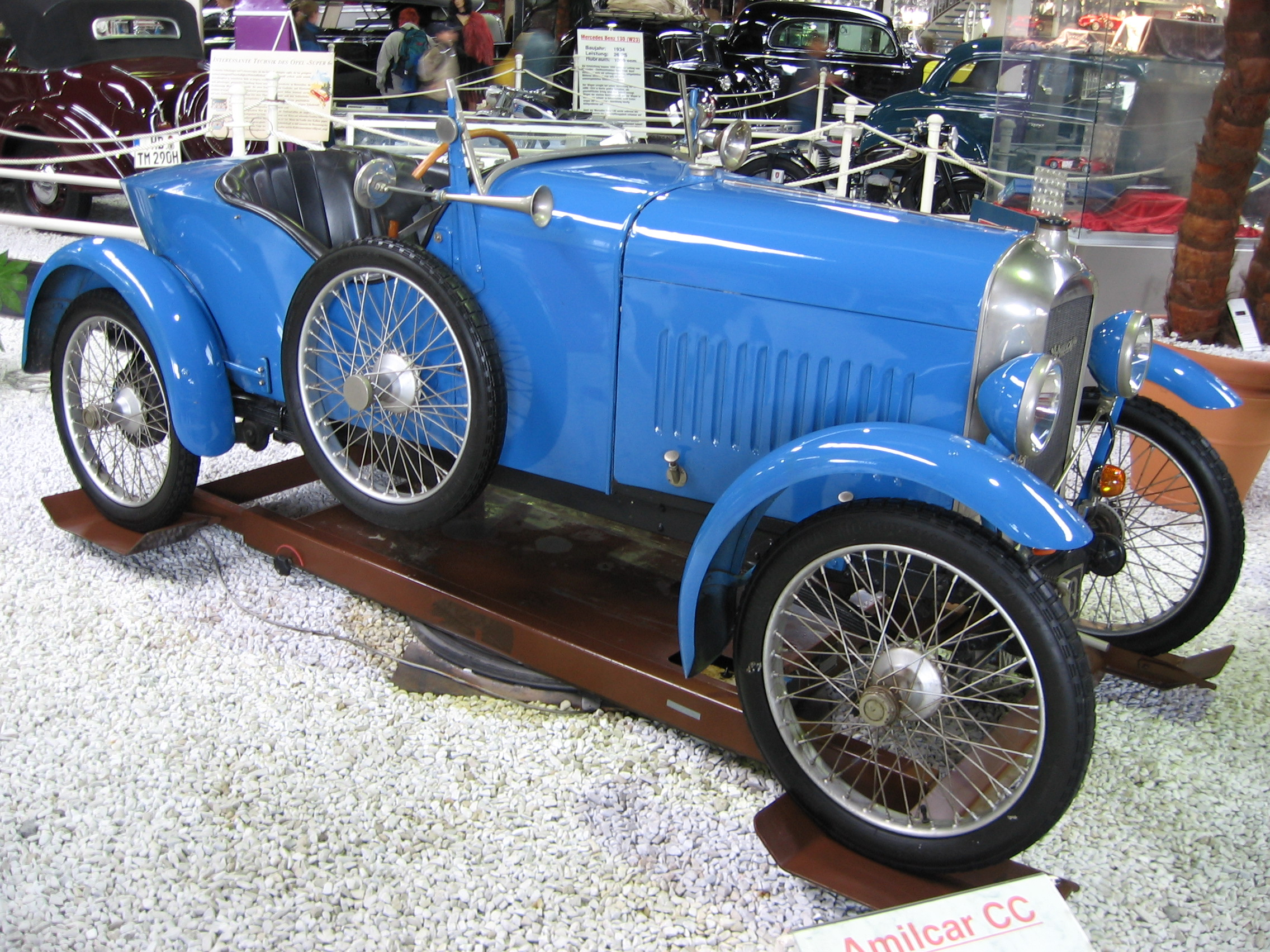
Гоночный Amilcar CC (1921).

Первым изделием компании стала представленная на парижском автосалоне в октябре 1921 года двухместная мотоколяска CC (4-цилиндровый нижнеклапанный двигатель (с боковым расположением клапанов) объёмом 903 cм³, 3-скоростная коробка передач, колёсная база 2320 мм, максимальная скорость 75 км/ч). Визуальное сходство с автомобилями марки «Le Zèbre» объяснялось тем, что там ранее работал один из конструкторов «Амилькара», Эдмон Мойе.
На популярность этой модели (и некоторые особенности последующих конструкций) повлияла тогдашняя налоговая политика (фиксированный налог, установленный в соответствии с законом от 30 июля 1920 года, в размере 100 франков в год за двухместный автомобиль с сухим весом, не превышающим 350 кг и объёмом двигателя не более 1100 cм³). Этот закон действовал до 1925 года.

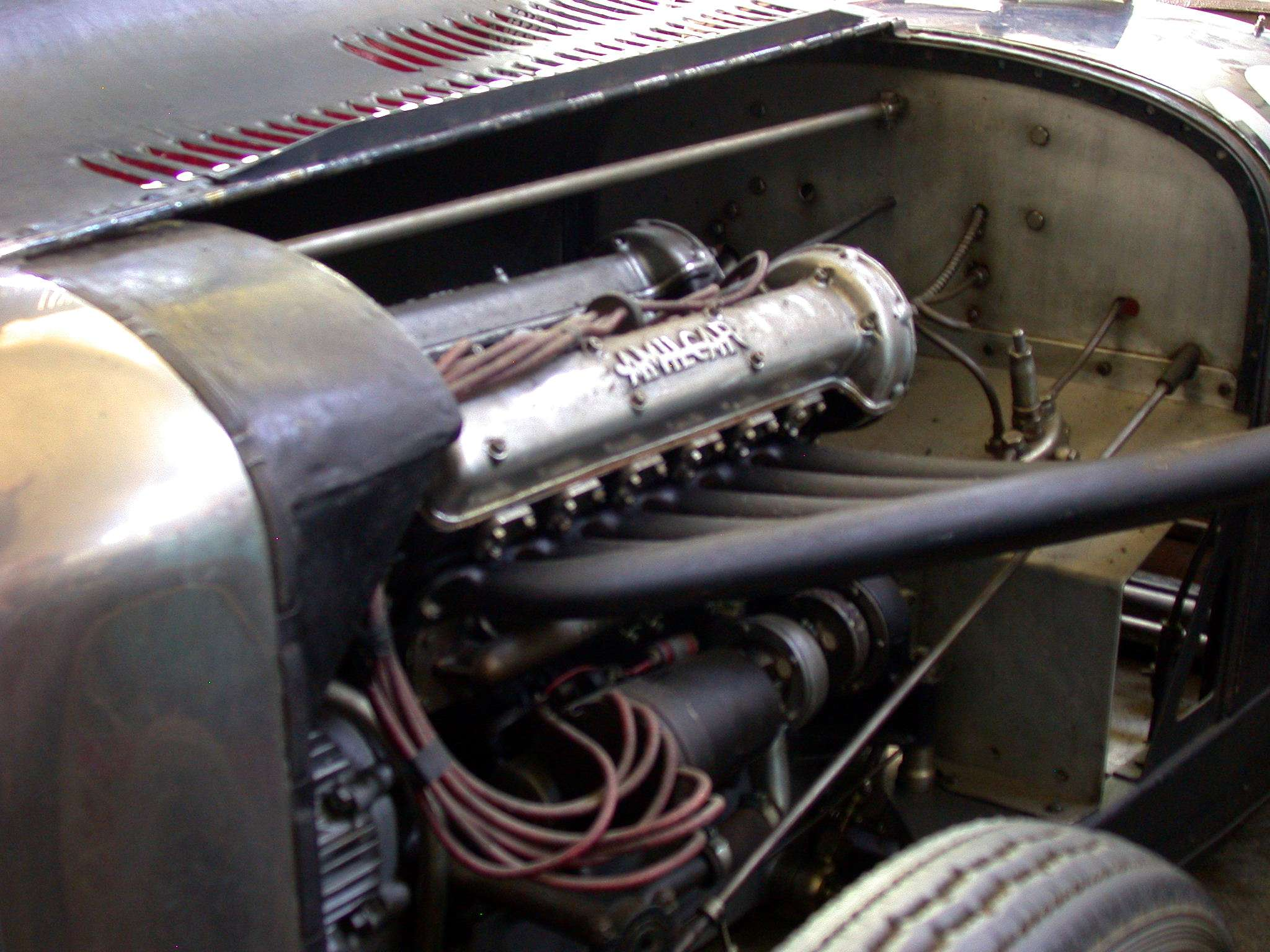
Двигатель с нагнетателем автомобиля Amilcar CO.

Автомобиль под названием СO был выпущен в 1922 году, примерно через год после основания предприятия. Машина выглядела как купе в спортивном стиле, весила приблизительно 350 кг, а её мотор объёмом 0,9 литров развивал мощность до 18 л.с. Автомобиль пользовался повышенным спросом из-за низкой стоимости и успешно продавался 3 года.

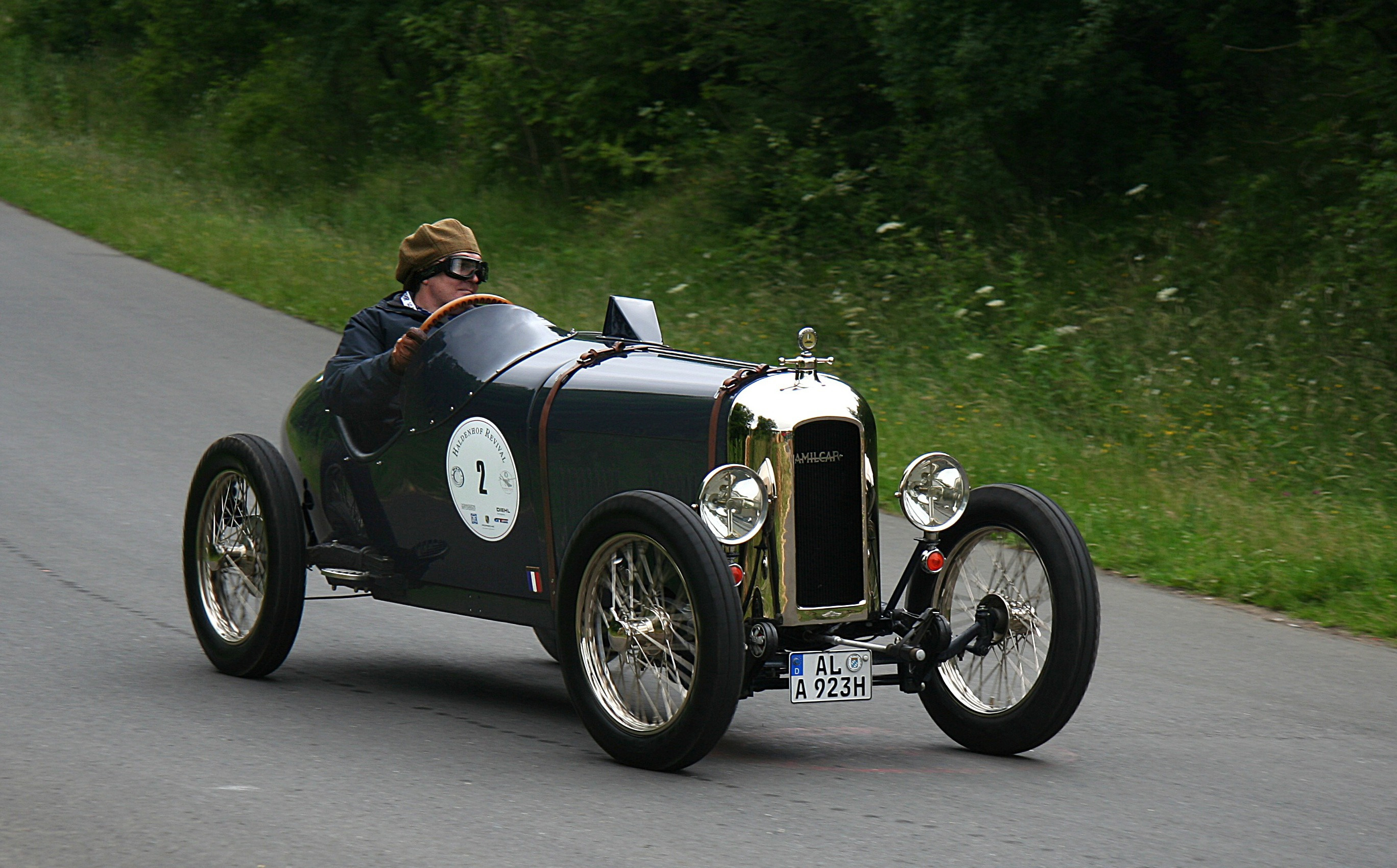
Amilcar CS (1923).

Затем было начато производство двух новых моделей: спортивная CS с короткой колёсной базой и 4-местная семейная C4, обе с мотором объёмом 1004 см³, смазка разбрызгиванием.

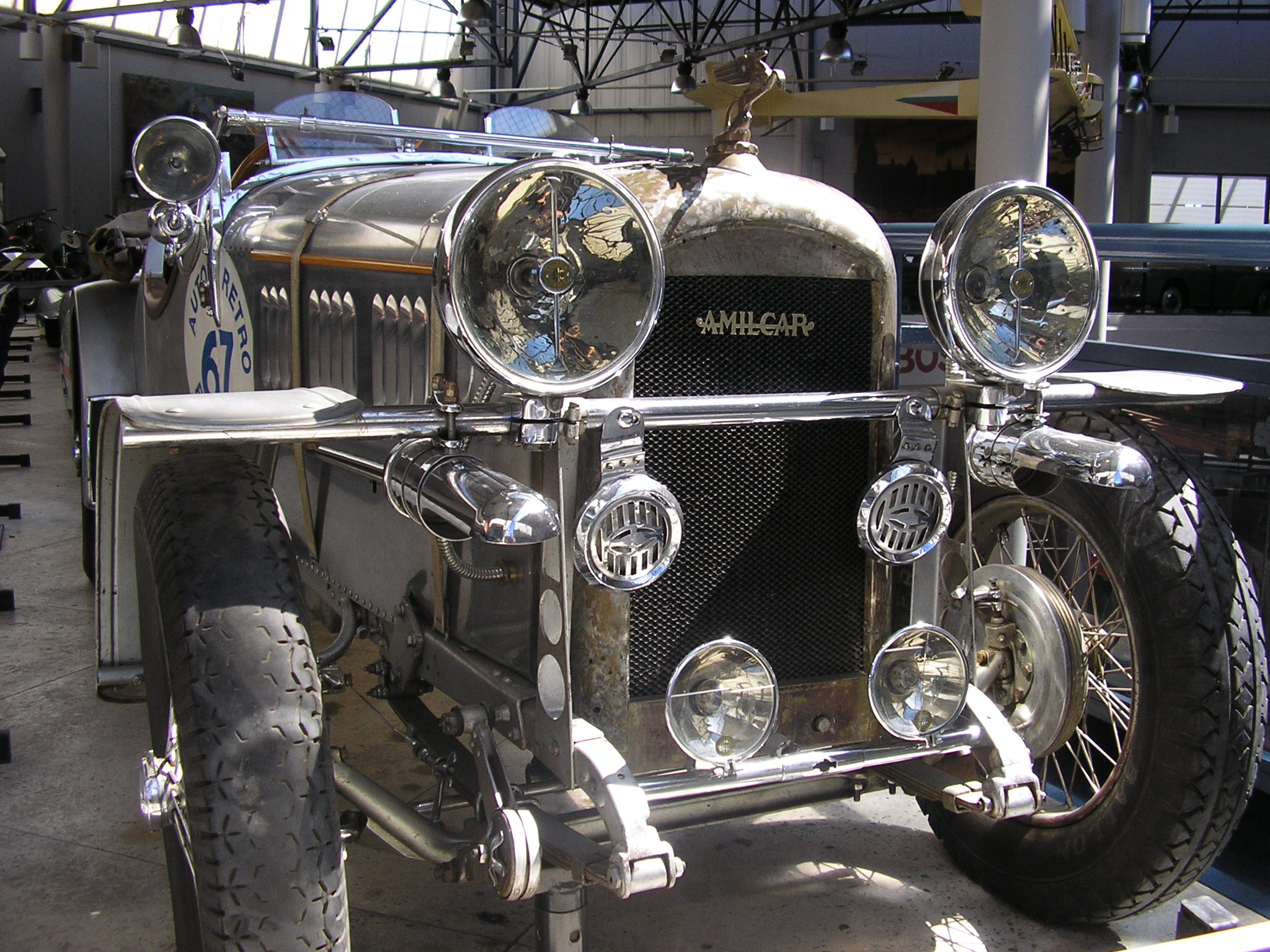
Amilcar CGS

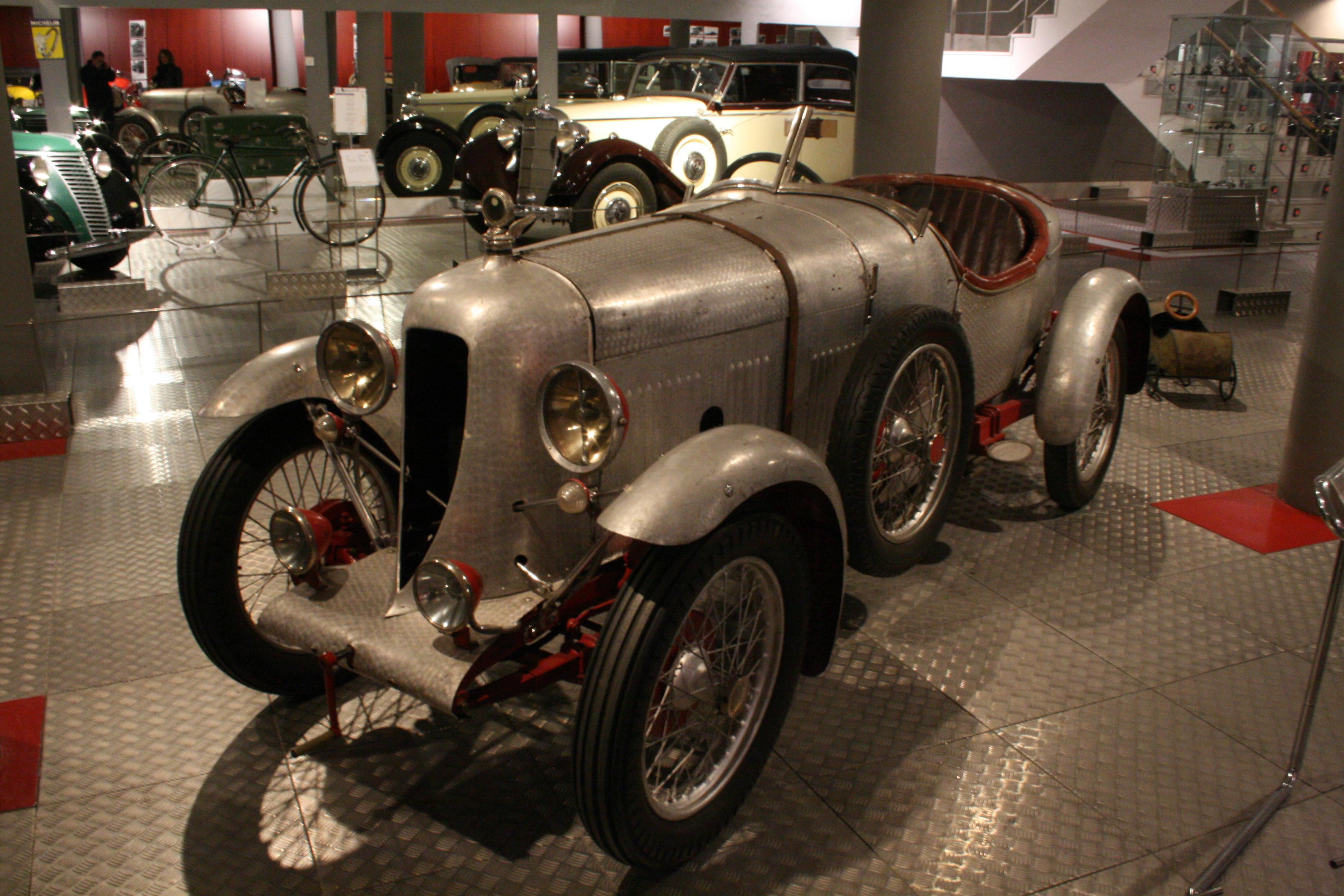
Amilcar CGS3, 1927.

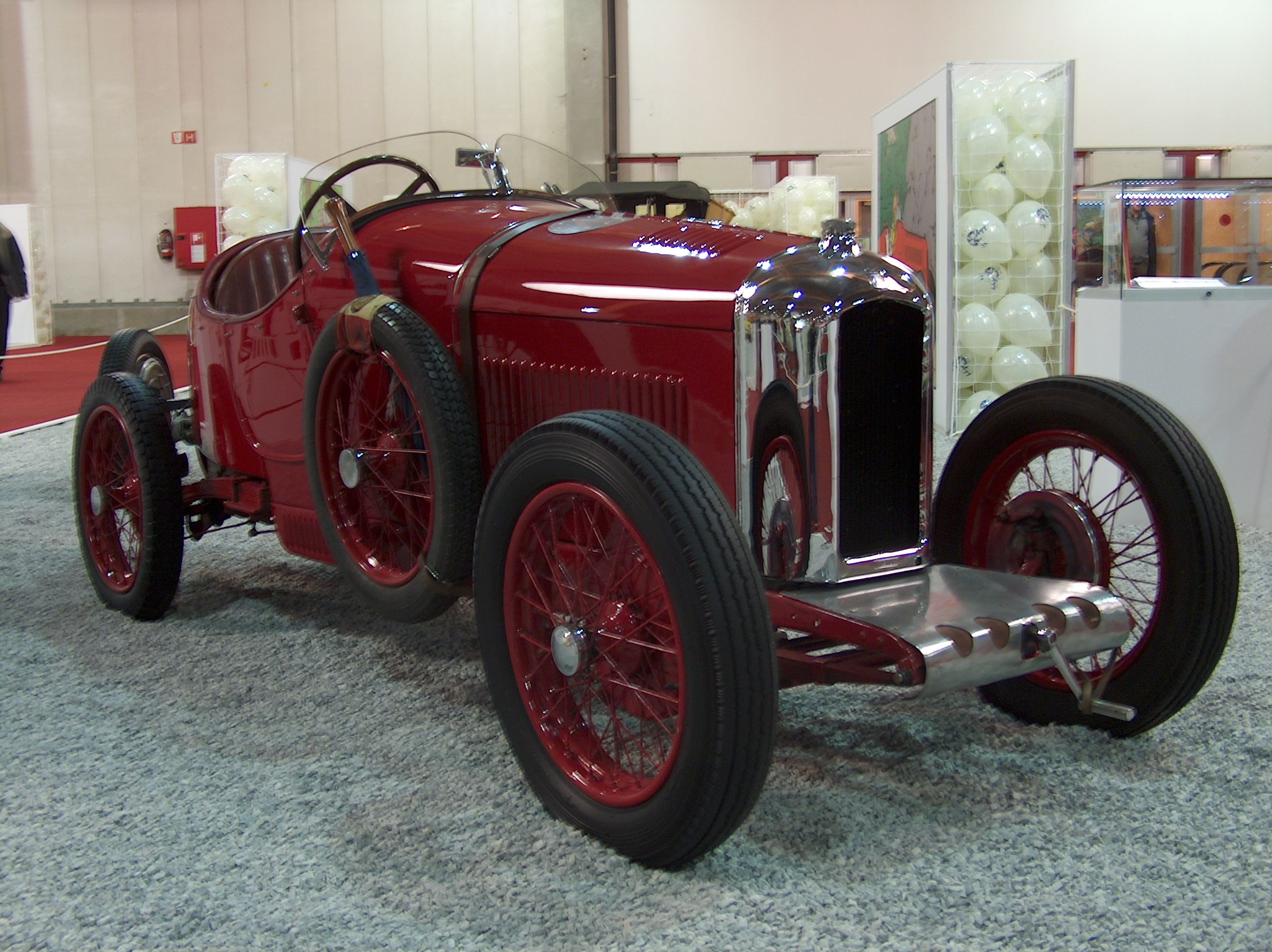
Amilcar CGSS.

Одной из наиболее известных стала дебютировавшая на автосалоне 1923 года CGS («Châssis Grand Sport») с двигателем 1074 cм³, приводом тормозов на все колёса (собственной разработки) и, в силу ограничений по весу, без дифференциала. Эта модель и выпущенная тремя годами позже её улучшенная версия CGSS («Châssis Grand Sport Surbaissé») по лицензии производились также в других странах под марками:
- Австрия 1922–1927 — Grofri, также 1924–1925 - Österreichische Amilcar-Automobil
- Германия 1924–1927 — Pluto
- Италия 1925–1928 — Amilcar Italiana. Завод в Лекко открытый по договору с Мео Константини и Эудженио Сильвани, (ежемесячный выпуск около 100 машин) в 1926 году был передан веронской компании Società Industriale Lombardo Veneta Automobili (S.I.L.V.A.), продолжавшей производство до 1928 года, пока преимущества Fiat 509 не заставили закрыться.[2]

В 1928 году дебютировало новое поколение машин Amilcar, состоящее из разных модификаций, которые продержались на рынке до 1935 года.

## Участие в автогонках
В начале-середине 1920-х годов «Амилькар» активно участвовал в различных автомобильных соревнованиях; честь компании защищал известный гонщик Андре Морель. В 1922 году он одержал победу в гонке Bol d'or (и занял 2-е место в  1925 году).
Гоночные версии серийных авто были оснащены 1100 cм³ двигателем с двумя распредвалами в головке цилиндров, наддувом и с роликовыми подшипниками коленвала. На доработанном подобным образом автомобиле C6 Андре Лефевр в 1927 году выиграл в ралли Монте-Карло.
Главным соперником в спорте оказалась компания Salmson, её превосходство обеспечивали более совершенные двигатели. Очередную победу в Bol d'or «Амилькару» удалось одержать лишь в 1933 году (гонщик Жан де Габарди), увы, последний раз в истории фирмы.

## Деятельность
Интересно, что основными потребителями автомобилей Amilcar были бутлегеры и гангстеры. Их привлекала низкая масса автомобиля вкупе с его вместительностью и динамикой. По состоянию на 1939 год было реализовано около 7 тыс. штук моделей M-Type 3 и M-Type 1.

## Финансовые трудности и потеря самостоятельности
В конце 1920-х годов компания решила несколько расширить свой ассортимент, переходя от выпуска экономичных малолитражек и спортивных машин к «обычным» автомобилям, но особого успеха не добилась.

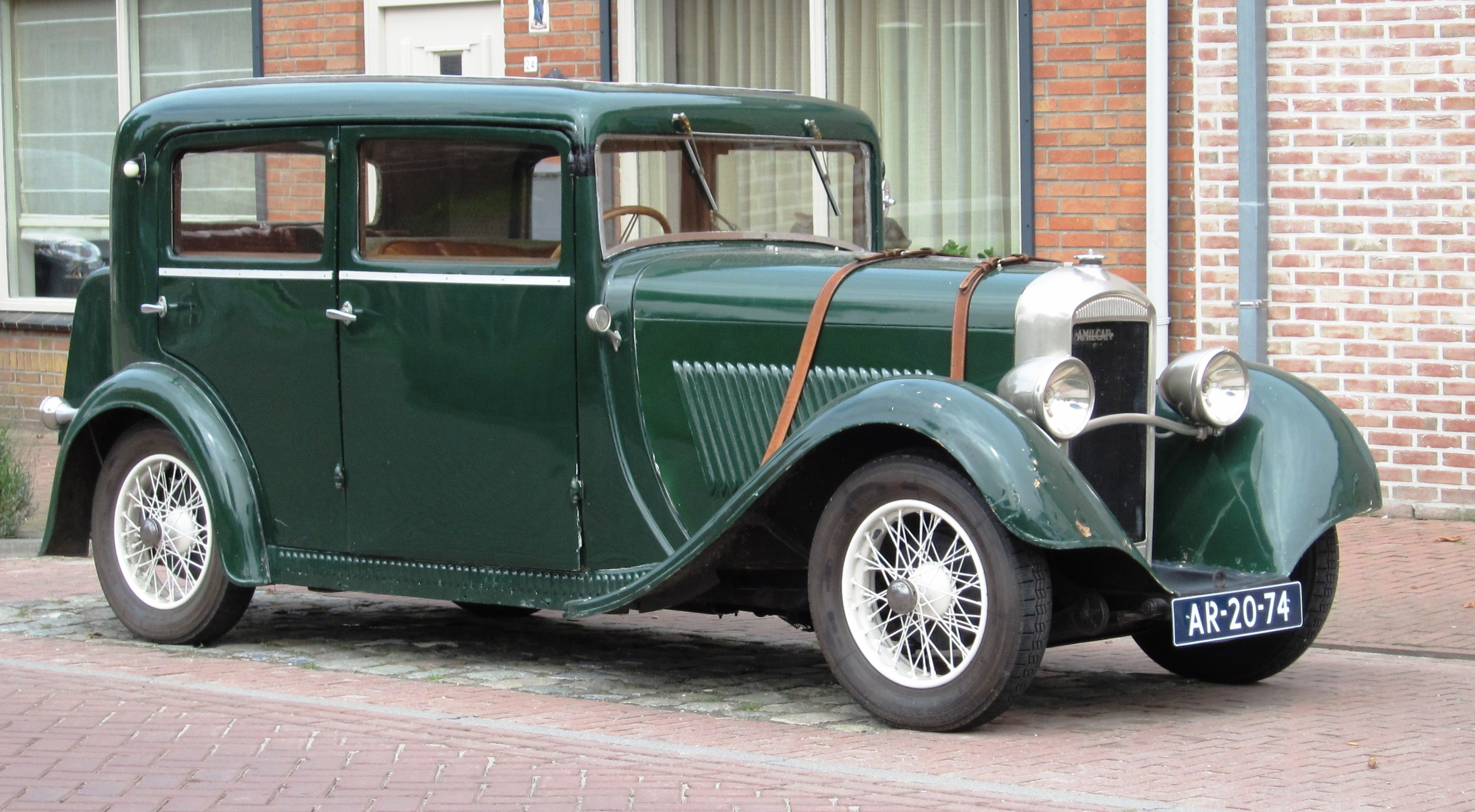
Amilcar M2 (1932)

Так, например, в 1925 году было начато производство турера "Amilcar G", а в 1928 — аналогичного Amilcar M с двигателем в 1200 cм³, за ним последовали модели M2, M3, и M4. Выпуск этой серии совпавший с периодом финансового кризиса, продолжался до 1934 года, а продажи — до 1935.
В том же 1928 году была запущена модель C8 с рядным 8-цилиндровым 2,3-литровым двигателем, оказавшаяся не особо надёжной и потому быстро снятой; её выпуск составил всего несколько сотен.
Основателям компании, всё более отходившим от управлением бизнесом, в 1931 году пришлось заключить соглашение с Андре Брие и Марселем Сэ, возглавлявшими фирму "Sofia" (Societe financiere pour l'automobile), в силу которого, после экономического кризиса начала 1930-х годов, «Амилькар» утратил самостоятельность, хотя и продолжил производство автомобилей под своей изначальной маркой. Примечательно, что Сэ до своего увольнения в январе 1929 года как раз работал на руководящих должностях в «Амилькаре» и, таким образом, знал компанию изнутри.
Однако, сам по себе переход к новым владельцам не решил проблем с финансами и уже в конце августа 1934 пришлось закрыть завод в Сен-Дени. Требовалась качественно новая модель, которой стал представленный в октябре 1934 года Amilcar Pégase с 2150 cм³ (12CV) 4-цилиндровым двигателем от Delahaye. У «Пегаса» была и гоночная версия с мотором объёмом 2490 cм³ (14CV).

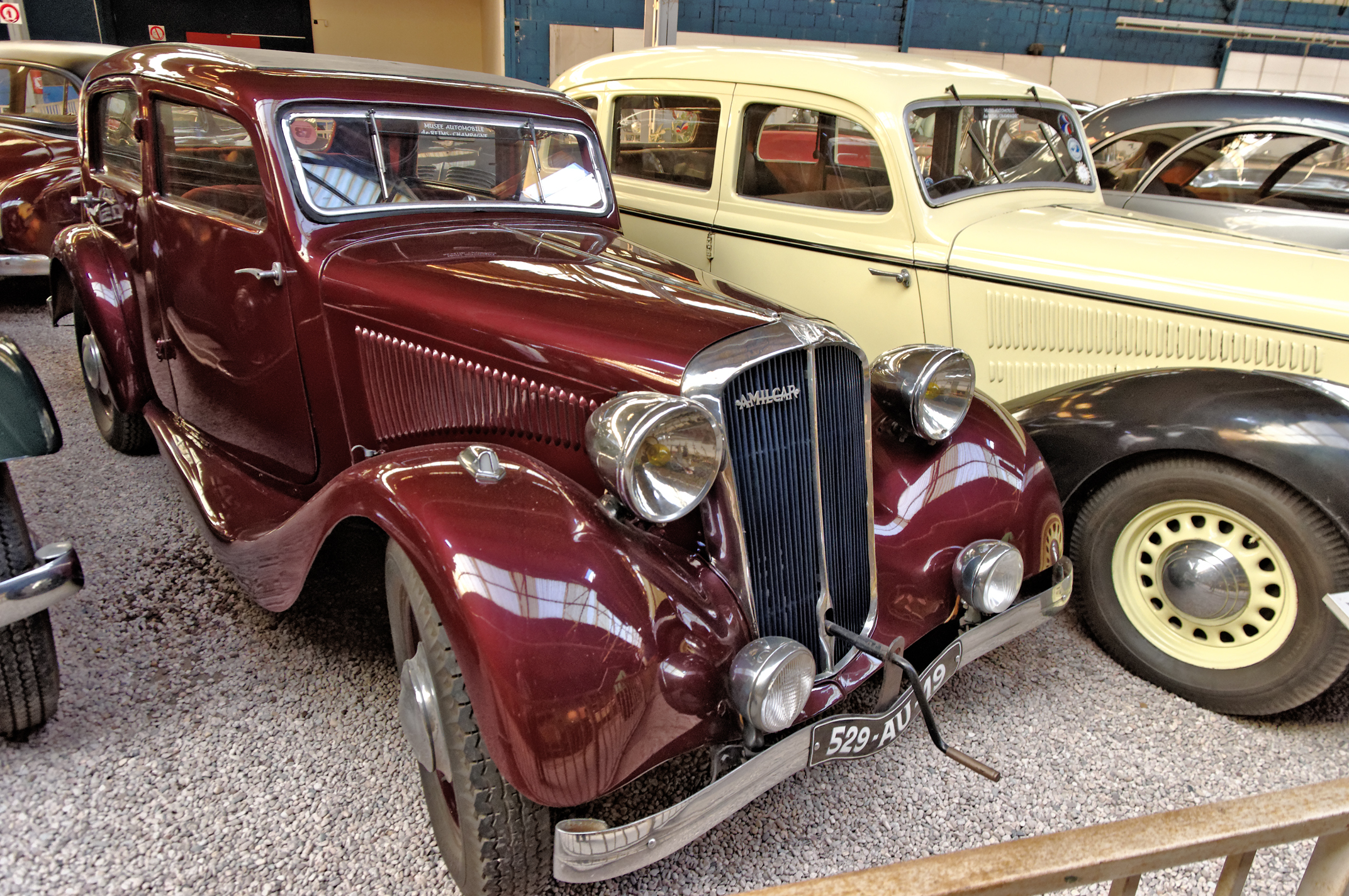
Amilcar Pégase (1935)

В октябре 1935 года был прекращён выпуск малолитражных машин и «Пегас», производившийся заводом в Булонь-Бийанкуре, остался единственной моделью, представленной компанией. Теперь уже её новое руководство было вынуждено искать поддержки, которая была найдена у фирмы Hotchkiss, незадолго до описываемых событий купившей большое количество акций холдинга "Sofia".
У собственных же проблем «Гочкиса» было, отчасти, и политическое свойство: оружейные заводы, приносившие немалые прибыли, оказались национализированы левым правительством Леона Блюма; а с другой стороны, среди производителей автомобилей среднего класса было слишком много более успешных конкурентов, предлагавших, например, Peugeot 402 и Citroën Traction Avant.[2]
Руководитель автомобильного отдела «Гочкиса» Генри Манн Эйнсуорт, подготовил к выпуску предложенный конструктором Жаном-Альбером Грегуаром многообещающий прототип (на тот момент использующий базу от машины «Adler») лёгкого семейного автомобиля класса 7CV. Этот автомобиль по результатам достигнутому с «Амилькаром» соглашении о слиянии, стал называться Amilcar Compound.[2]

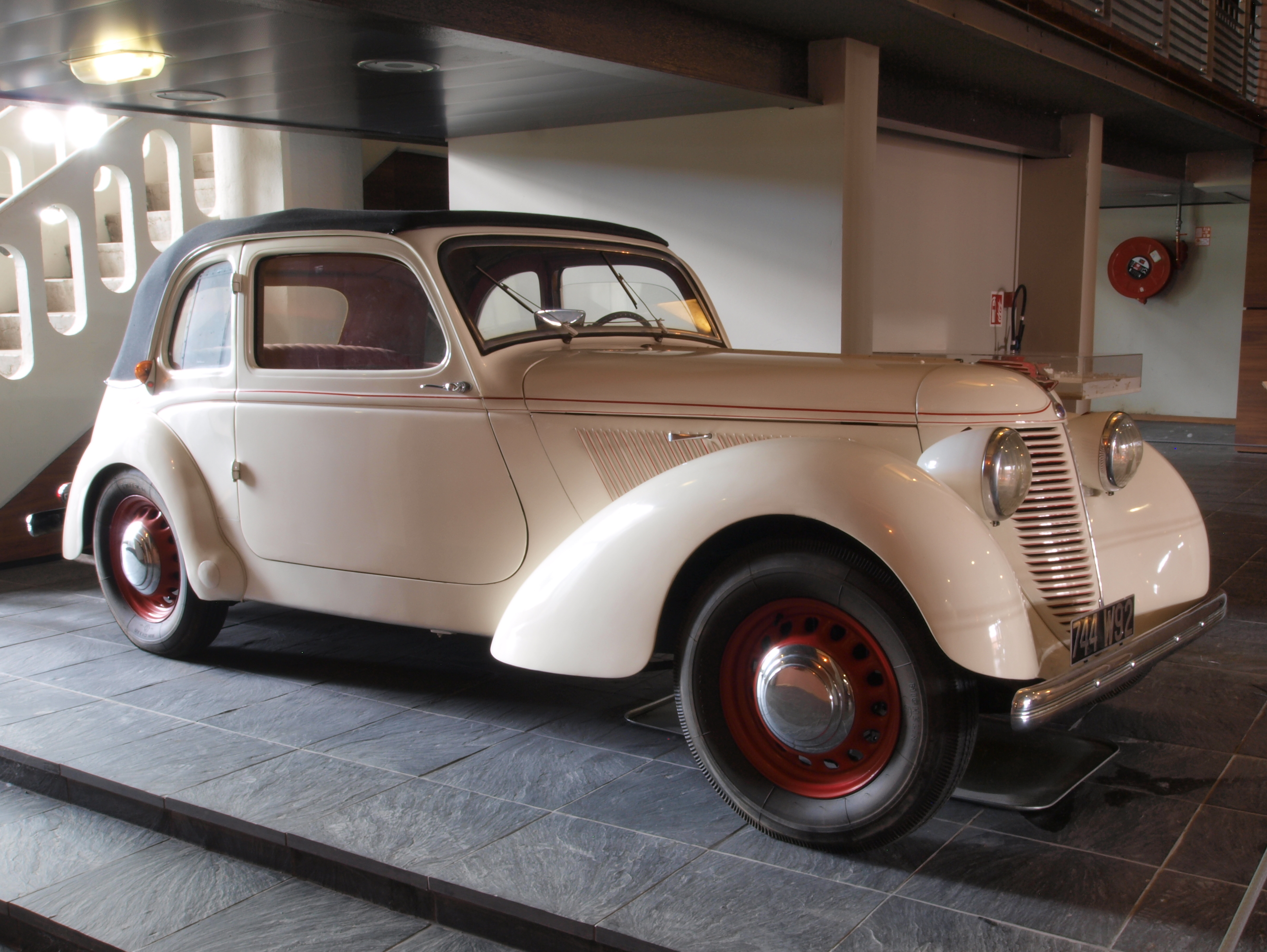
Amilcar Compound (примерно 1939)

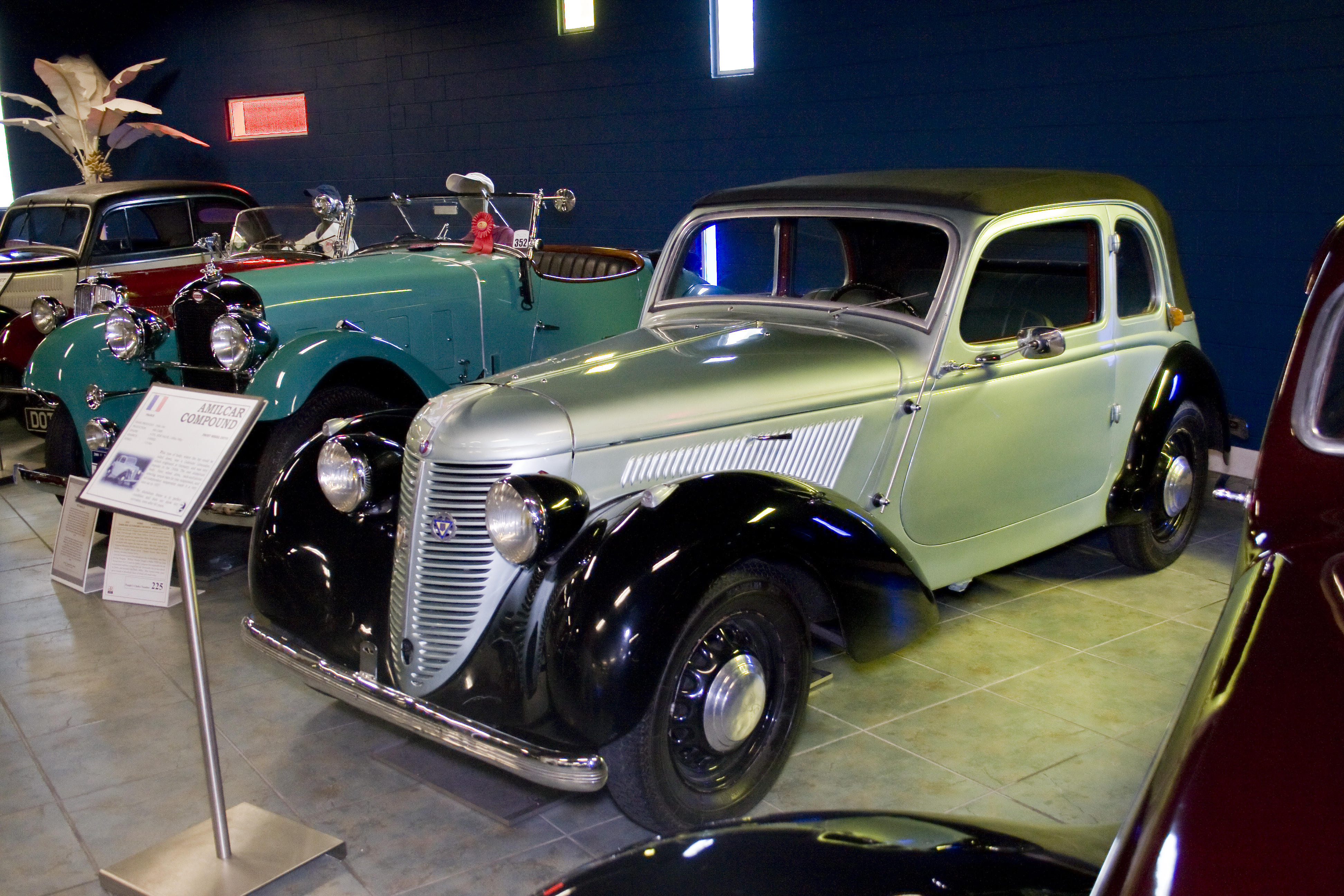
Amilcar Compound

Переднеприводной «Компаунд» с несущим легкосплавным кузовом и независимой подвеской несколько опередил возможности своего времени, поэтому его выпуск начался лишь в октябре 1937 года и составил лишь 584 (из 681) автомобилей, выпущенных по 1939 год, и ещё 64 экземпляра успели выйти с завода до начала немецкого наступления в мае-июне 1940.
Испытания улучшенной версии этой модели (с двигателем объёмом 1340cм³ вместо 1185) продолжались всё лето 1939 года, а в октябре она должна была предстать перед публикой парижского автосалона. Однако, салон был отменён, а начало серийного выпуска отложено, как оказалось впоследствии — навсегда.[4]
Под влиянием условий Второй мировой войны руководству пришлось забыть о серийном выпуске спорткаров и перейти на производство грузового транспорта для военных нужд. В 1941 году Amilcar завершила своё существование. После войны его деятельность не возобновлялась

## Модельный ряд
- 1921 CC
- 1922 CS
- 1922 C4
- 1923 type E
- 1923 CGS и CGS3 (Grand Sport)
- 1925 type G
- 1925 CO
- 1926 CGSS (Châssis Grand Sport Surbaissé)
- 1927 C6
- 1928 Amilcar M
- 1929 Amilcar C8
- 1929 CS8
- 1930 Amilcar C8 bis
- 1932 M2
- 1934 Pégase
- 1938 Compound или B38, седан, производился с 1938 по 1940.